# 전성인
전성인(全聖寅, 1959년 11월 28일 서울특별시~ )은 대한민국의 경제학자, 대학교수이다.
대표적인 개혁성향의 경제학자로서 재벌 개혁 정책을 연구해 왔으며 현재 홍익대학교에서 교수직을 맡고 있다.
2012년 안철수 후보의 대선캠프에 합류하여 안후보의 경제 정책을 총괄하는 일을 맡기도 했으나 향후 진로에 관한 이견 차이로 그만두었다. 같은 진보적 경제학자인 김상조의 공정거래위원장 청문회 과정에서 김상조를 “우리보다도 더 깨끗한 사람”이라며 공개적으로 옹호한 바 있다.

## 학력
- 서울대학교 경제학과
- 서울대학교 대학원 경제학 석사
- MIT 대학원 경제학 박사

## 경력
- 홍익대학교 경제학과 교수
- 한국경제학회 KER 발간위원회 위원
- 한국계량경제학회 사무국장
- 한국금융학회 편집위원
- 한국금융학회 26대 회장(2016.06.17~)

## 참고자료
- 전성인 네이버 인물검색
- 전성인 다음 인물검색[깨진 링크(과거 내용 찾기)]